# فامو
فامو، هو نوع من الموسيقى من دولة ليسوتو في إفريقيا، يتكون من الغناء مصحوباً بالأكورديون والطبل وأحيانا الجهير. نشأت في أوكار الشرب للعمال المهاجرين من ليسوتو في محاولة للاسترخاء بعد العمل في المناجم في 1920s، إلا أنه أصبح الآن شكل شعبي من الموسيقى.

## الخصائص
كشكل شائع جدا من الموسيقى في ليسوتو، تتكون فامو من الغناء والزغاريد من الذكور أو الإناث. يأتي الدعم الآلي من الأكورديون والطبل والباس. غالبا ما تشير الأغاني إلى الحياة الحضرية، ويمكن للمغنيات استخدام غنائهن لتحدي نظرائهن من الرجال.

## التاريخ
أدى إدخال العمالة المهاجرة من ليسوتو إلى مناجم جنوب أفريقيا في العشرينات من القرن العشرين إلى تطوير موسيقى، فامو نشأت في أغاني قوس سيتولوتولو التي كان الرجال يغنونها أثناء سيرهم. مع إدخال الآلات الأوروبية تم اعتماد (كونسرتينا) و (الأكورديون). تم تفضيل الكونسرتينا في البداية حيث يمكن العزف عليها أثناء الغناء وكان من السهل حملها ولكن تم تفضيل الأكورديون في النهاية لصوتها الأكبر الذي كان أفضل للرقص.
جاء اسم فامو من عبارة هو ري فامو، لإشعال الخياشيم أو رمي الملابس. الفتيات الراقصات اللواتي تبعن الرجال إلى جنوب إفريقيا واستمتعن بهم في شينيبس أتقنوا الرقص مع تنانيرهم القصيرة التي سمحت لهم بنفض الغبار ببراعة فوق التنورة. كان فنانو الأداء حريصين على عدم ارتداء الملابس الداخلية
في عام 1963، أدت الإصلاحات التي أدخلت على لوائح جنوب إفريقيا إلى إعادة الآلاف من النساء وفناني الشهرة وراقصات الشبين إلى ليسوتو. شجع هذا على إنشاء مجموعات تم تقريبها بواسطة عازف الدرامز. كانت أسطوانة الموروبا التي استخدموها عبارة عن علبة قطران سعة 20 لترا تعلوها قطعة من الأنبوب الداخلي كرأس طبل، مع مانينينيين، أو قمم زجاجات معدنية أو جلجل، لتوفير بديل جلجلة لضرب الطبل. كان الطبل نفسه مصنوعاً من شرائح الإطارات.
منذ 1920s كانت شركات الموسيقى تبحث عن الموسيقى الأفريقية التي يمكن تسويقها. ما حول موسيقى شيبنيس إلى موسيقى وطنية للباسوتو هو صعود شخصيات التسجيل الرئيسية بين فرق الفامو.

## الفنانون
في أواخر 1960s كان أول فناني التسجيل الكبار الذين يكسبون عيشهم من فامو هم تاو إي ماتسيخا، تتكون من فورير موتلوهيلوا (عازف أكورديوني) وأبولو نتابانياني (مغني / ملحن)، التقيا وشحذا عملهما الموسيقي في المناجم، لكن نجاحهما مع ألبومات مثل بيتا كيا فالا التي أصدرتها EMI أدى إلى مغادرة نتابانياني وإنشاء مجموعته الخاصة. في عام 1974 أعلن نفسه "ملك الفامو" في حفل موسيقي في فندق مطار ماسيرو حضرته الملكة ماموهاتو ، زوجة ملك ليسوتو موشوشو الثاني. ومن بين الفنانين الناجحين في وقت لاحق ديفيد سيلو موتونغ تاو إيا ليناري الذي ظهر في الثمانينات، وماهوسانا أكافامونغ في جنوب ليسوتو. كان من الصعب على الكثيرين التخلي عن وظائفهم العادية وكسب لقمة العيش من عروض وتسجيلات فامو لكن بعض الشيبين كانةا يقدمون مسابقات مدفوعة الأجر للمغنيات، وأشهرهم بوسيليتسو سيما، المخضرم الذي يتمتع بخبرة 40 عاما في الأداء.
موسوتو تشاكيلا هو نجم حالي في موسيقى فامو، حيث قدم عروضاً في مهرجانات ثقافية أفريقية، وفي عام 2006 حصل على جائزة الموسيقى التقليدية لجنوب إفريقيا لأفضل موسيقي في فئة موسيقى فامو.
1. ↑  لوري ليفين (2005). موسيقى درمكافي التقليدية في جنوب إفريقيا. مؤرشف من الأصل في 2023-02-12.
2. ↑  ديفيد كوبلان (1994). في زمن أكلين لحوم البشر. مؤرشف من الأصل في 2023-02-07.
3. ↑  جورج إي ماركوس (1992). إعادة قراءة الأنثروبولوجيا الثقافية. مؤرشف من الأصل في 2023-02-17.
4. ↑  "المجلس الوطني للتراث، جنوب أفريقيا". مؤرشف من الأصل في 2023-01-30. اطلع عليه بتاريخ 2009-05-21.. {{استشهاد ويب}}: تحقق من التاريخ في: |تاريخ الوصول= (مساعدة)